# Кравченкове (Сумський район)
Кра́вченкове —  село в Україні, у Річківській сільській громаді Сумського району Сумської області. Населення становить 16 осіб. До 2018 орган місцевого самоврядування - Вирівська сільська рада.

## Географія
Село Кравченкове розташоване на правому березі річки Вир, вище за течією на відстані 1.5 км розташоване село Вири,
нижче за течією на відстані 1.5 розташоване село Горобівка. Примикає до села Головачі.
Річка у цьому місці звивиста, утворює лимани, стариці та заболочені озера.
Поруч пролягає автомобільний шлях Т 1908.

## Назва
На території України 2 населених пункти з назвою Кравченкове.

## Історія
- Село постраждало внаслідок геноциду українського народу, проведеного урядом СССР 1923-1933 та 1946-1947 роках.
- 12 червня 2020 року, відповідно до Розпорядження Кабінету Міністрів України № 723-р «Про визначення адміністративних центрів та затвердження територій територіальних громад Сумської області» увійшло до складу Річківської сільської громади[1]. 19 липня 2020 року, в результаті адміністративно-територіальної реформи та ліквідації  Білопільського району, село увійшло до складу новоутвореного Сумського району[2].